# Emmy Internacional 2009
A 37.ª cerimônia de entrega dos International Emmys (ou Emmy Internacional 2009), aconteceu no dia 23 de novembro de 2009, no Hilton Hotel em Nova York, Estados Unidos, e teve como apresentador o comediante irlandês Graham Norton.

## Cerimônia
Os nomeados para a 37ª Edição do Emmy Internacional foram anunciados pela Academia Internacional das Artes e Ciências Televisivas em 5 de outubro de 2009, numa conferência de imprensa na Mipcom em Cannes. 
"Com o interesse em nossa competição que se constrói a cada ano, a Academia tem o orgulho de servir como uma vitrine cultural da televisão de todos os continentes [...] parabenizamos os candidatos de 2009 por seu excelente desempenho e espero que a primeira nomeação da Tailândia inspire mais produtores de muitos mais países a seguir os seus passos e entrar na competição." disse o presidente-executivo da Academia, Bruce L. Paisner, em comunicado.
41 programas de 17 países competiam a 37ª Edição do Emmy Internacional. O Reino Unido liderou a disputa com 9 indicações, seguido pelo Brasil com 5, Alemanha, México e Filipinas com 3 e Tailândia com sua primeira nomeação.
O Brasil disputava a premiação com Caminho das Índias na categoria telenovela, Maysa: Quando Fala o Coração na categoria de melhor telefilme ou minissérie, a série Ó Paí, Ó, na categoria de melhor comédia, Por Toda a Minha Vida: Mamonas Assassinas na categoria de melhor programa artístico e O Natal do Menino Imperador como melhor programa infanto-juvenil. O Jornal Nacional foi finalista na categoria notíca, pela cobertura do "Caso Eloá", adolescente que foi sequestrada, mantida em cárcere privado e assassinada por seu ex-namorado, em Santo André (SP).
Além da apresentação dos Prêmios Emmy Internacional, a Academia premiou Sir. David Frost, com o International Emmy Founders Award e Markus Schachter, Diretor Geral da rede ZDF, com o Emmy Internacional de Melhor Chefe Executivo.

### Apresentadores
O seguinte indivíduo foi escolhido para ser anfitrião da cerimônia:
- Graham Norton

Os seguintes indivíduos foram escolhidos para entregar os prêmios:
| Apresentadores               | Categoria                                     |
| ---------------------------- | --------------------------------------------- |
| Paula Zahn                   | Melhor Programa Artístico                     |
| Stephanie March e Matt Bomer | Melhor Ator                                   |
| Edie Falco e Paul Schulze    | Melhor Atriz                                  |
| Alexa Chung e Matthew Rhys   | Melhor Comédia                                |
| Moby                         | Melhor Documentário                           |
| Ed Westwick                  | Melhor Série Dramática                        |
| Juliana Paes e Rachel Roy    | Melhor Programa de Entretenimento sem Roteiro |
| Robert Joy e Mar Saura       | Melhor Telefilme/Minissérie                   |
| Katharine McPhee             | Melhor Telenovela                             |
| Keke Palmer                  | Melhor Série Infantojuvenil                   |
| Barbara Walters              | Emmy Founders Award                           |
| Henry Kissinger              | Emmy Directorate Award                        |

## Vencedores
| Melhor Ator | Melhor Atriz |
| --- | --- |
| - Ben Whishaw em Criminal Justice - Reino Unido (BBC) - Robert de Hoog em Skin - Holanda (Humanistische Omroep) - Oscar Olivares em Capadocia - México (HBO Latin America) - Chen Li em Ultimate Rescue - China (CCTV-6) | - Julie Walters em A Short Stay in Switzerland - Reino Unido (BBC) - Cecilia Suárez em Capadocia - México (HBO Latin America) - Emma de Caunes em Rien dans les poches - França (Chez Wam) - Angel Locsin em Lobo - Filipinas (ABS-CBN) |
| Melhor Telenovela | Melhor Série Dramática |
| - Caminho das Índias - Brasil (Rede Globo) - Magdusa Ka - Filipinas (GMA Network) - Kahit Isang Saglit - Filipinas (ABS-CBN) - Second Chance - França (TF1)                                                              | - The Protectors - Dinamarca (NRK/ZDF/SVT) - Capadocia - México (HBO Latin America) - Sokhulu & Partners - África do Sul (Paw Paw Films) - Spooks - Reino Unido (BBC) - The Land of the Wind - Coreia do Sul (KBS)                      |
| Melhor Filme para TV ou Minissérie | Melhor Programa Artístico |
| - Die Wölfe - Alemanha (ZDF) - Maysa: Quando Fala o Coração - Brasil (Rede Globo) - The Shooting of Thomas Hurndall - Reino Unido (Channel 4) - Ultimate Rescue - China (CCTV-6)                                         | - The Mona Lisa Curse - Reino Unido (Channel 4) - Por Toda Minha Vida: Mamonas Assassinas - Brasil (Rede Globo) - Ode to Joy - 10,000 Voices Resound! - Japão (MBC) - Seven Gates of Jerusalem - Polônia (TVP SA/Platige Image)         |
| Melhor Série de Comédia | Melhor Documentário |
| - Hoshi Shinichi’s Short Shorts - Japão (NHK) - Ó Paí, Ó - Brasil (TV Globo) - Türkisch für Anfänger - Alemanha (Channel 4) - Peter Kay’s Britain’s Got the Pop Factor - Reino Unido (Workpoint TV/Channel 5)            | - The Ascent of Money - Reino Unido (Channel 4) - Pancho Villa aquí y allí - Argentina (History) - Shooting the messenger - Catar (Al Jazeera) - Cityboy – The Life of Investment Banker Geraint Anderson - Alemanha (WDR)              |
| Melhor Programa de Entretenimento sem Roteiro | |
| - The Phone - Holanda (Park Lane TV) - The Amazing Race Asia - Singapura (SPE Networks/ABC Studios/ActiveTV Asia) - Historia Extrema - Argentina (History) - I'm a Celebrity...Get Me Out of Here! - Reino Unido (ITV)   | |

## Múltiplas indicações
Por país
| N.º de indicações | País          |
| ----------------- | ------------- |
| 9                 | Reino Unido   |
| 5                 | Brasil        |
| 3                 | Alemanha      |
| 3                 | Japão         |
| 3                 | México        |
| 3                 | Filipinas     |
| 2                 | Argentina     |
| 2                 | China         |
| 2                 | Dinamarca     |
| 2                 | França        |
| 2                 | Países Baixos |

Por emissora
| N.º de indicações | Emissora          |
| ----------------- | ----------------- |
| 5                 | Rede Globo        |
| 4                 | Channel 4         |
| 4                 | BBC               |
| 3                 | HBO Latin America |
| 2                 | ABS-CBN           |
| 2                 | CCTV              |
| 2                 | History           |
| 2                 | ZDF               |

## Maior número de prêmios
Por país
- Reino Unido — 5

Por rede
- BBC — 3
- Channel 4 — 2